# Puntos de vista religiosos sobre la eutanasia
Los puntos de vista religiosos sobre la eutanasia son variados y complicados. Si bien el punto de vista sobre la eutanasia no necesariamente se entrelaza directamente con la religión, a menudo afecta la opinión de una persona. Si bien la influencia de la religión en los puntos de vista de alguien hacia los cuidados paliativos hace una diferencia, a menudo desempeñan una función más pequeña de lo que podría esperarse. Se realizó un análisis de la conexión entre la religión de los adultos estadounidenses y su punto de vista sobre la eutanasia para ver cómo se combinan. Los hallazgos concluyeron que la afiliación religiosa con la que cada persona se asocia no necesariamente se relaciona con su postura al respecto de la eutanasia. Las investigaciones muestran que, si bien muchos pertenecen a una religión específica, es posible que no siempre vean todos los aspectos de la eutanasia como relevantes para ellos.
Algunos análisis de metadatos han apoyado la hipótesis de que las actitudes de las enfermeras hacia la eutanasia y el suicidio asistido por médicos están influenciadas por su religión y su cosmovisión. Atribuir más importancia a la religión también parece hacer que sea menos probable un acuerdo con la eutanasia y el suicidio asistido por un médico. Un estudio de opinión pública realizado en 1995 encontró que la tendencia a ver una distinción entre la eutanasia activa y el suicidio se ve claramente afectada por la afiliación religiosa y el nivel de educación. En Australia, más médicos sin afiliación religiosa formal simpatizaron con la eutanasia voluntaria activa, y reconocieron que la habían practicado a diferencia de los médicos que dijeron alguna filiación religiosa. De aquellos que se identifican con una religión e informan de una afiliación protestante fueron intermedios en sus actitudes y prácticas entre los grupos agnóstico, ateo y católico. Los católicos registraron actitudes más opuestas, pero aun así el 18 % de los médicos católicos encuestados registraron que habían tomado medidas activas para provocar la muerte de aquellos pacientes que lo solicitaron.

## Budismo
Para el budismo, la muerte no es el final del continuo de la mente de una persona. De una manera general, el budismo considera la supresión de la vida como un acto negativo. Por otro lado, desde el punto de vista del médico, la eutanasia puede ser un acto de compasión y su análisis se torna delicado y complejo; la sentencia de eutanasia no puede ser automática.
Los grandes maestros del budismo tibetano como Kalou Rinpoche o Dilgo Khyentse Rinpoche no están en contra de la eutanasia pasiva. Por otro lado, el Decimocuarto dalái lama Tenzin Gyatso advierte contra la eutanasia activa, explicando que al tratar de escapar de los sufrimientos de esta vida, podríamos enfrentar estos mismos sufrimientos en una vida futura en condiciones más difíciles.
El budismo Theravada tiene una situación similar: de acuerdo con el código monástico Vinaya, la eutanasia activa o el suicidio asistido son faltas graves, mientras que la eutanasia pasiva es una falta menor.

## Catolicismo
Para el catolicismo, cuya doctrina sobre este tema fue abordada por la Declaración «Iura et Bona» Sobre la eutanasia, la cual es el documento oficial de la iglesia sobre el tema; emitida por la Congregación para la Doctrina de la Fe en 1980.
Este asunto fue recordado en la carta encíclica de 1995 Evangelium Vitae (del latín eclesiástico: El evangelio de la vida) del papa Juan Pablo II; la eutanasia está en oposición directa al quinto mandamiento: «No matarás» (Éxodo 20:13). Como resultado, cualquier forma de eutanasia está prohibida. Sin embargo el catecismo distingue claramente la eutanasia activa y el simple rechazo al encarnizamiento terapéutico que considera lícito.
| «Así pues, el aborto y la eutanasia son crímenes que ninguna ley humana puede pretender legitimar. Leyes de este tipo no sólo no crean ninguna obligación de conciencia, sino que, por el contrario, establecen una grave y precisa obligación de oponerse a ellas mediante la objeción de conciencia». —Evangelium Vitae |

Esta prohibición se enmarca dentro del contexto más general que denuncia a la «cultura de la muerte» en las sociedades occidentales para la cual «una incapacidad irreversible priva a una vida de todo valor». Por el contrario, para los católicos, la profundidad de la vocación sobrenatural del hombre revela la grandeza y el valor de su vida, incluso en su fase temporal. El 10 de junio de 2015, el papa Francisco invita a los católicos a no «esconderse detrás de la llamada compasión para justificar y aprobar la muerte de un enfermo» y critica la «cultura del rechazo» que desprecia a las personas que no responden a los cánones de salud, belleza y utilidad determinada».
Además, se aceptan los cuidados paliativos, pues es particularmente «lícito suprimir el dolor por medio de narcóticos, incluso con el efecto de disminuir la conciencia y acortar la vida» (declaración de Pío XII citada en el Evangelium Vitae párrafo 65). En septiembre de 2007, el Vaticano reafirmó que la alimentación de los pacientes en «estado vegetativo» era «obligatoria», a propósito del caso de Terri Schiavo, una estadounidense que permaneció en coma durante 15 años y falleció en el 2005 después de que su alimentación había sido suspendida.
En el año 2020, la Congregación para la Doctrina de la Fe emitió la carta Samaritanus bonus, en la que reafirma la oposición de la Iglesia Católica hacia la eutanasia y el suicidio asistido. La carta también exhorta al apoyo y cuidado de las personas en las fases críticas y terminales de la vida, solicitando su atención por medio de los cuidados paliativos, la alimentación e hidratación de los pacientes y su acompañamiento por parte de familiares. Se acepta el empleo de la sedación paliativa para pacientes en fase terminal.

## Ortodoxia
La Iglesia ortodoxa, al igual que la católica, rechaza la eutanasia, que considera un suicidio de parte de la persona quiere morir y un homicidio por parte del médico que la practica.
Para la iglesia ortodoxa, la eutanasia está excluida por el mandamiento «no matarás», lo que implica la prohibición de matarse o de caer muerto por otros. El rechazo a la eutanasia, como al suicidio, está basado en el reconocimiento de que Dios es el único maestro de la vida y de la muerte, y que la eutanasia es un rechazo del regalo de la vida por parte del Dios de los cristianos.
La Iglesia Ortodoxa Rusa ha declarado que los pacientes que busquen la eutanasia pueden estar, en el momento de la solicitud, en estados de desesperación o depresión, por lo que aceptar tales solicitudes es inaceptable. En el 2007, esta iglesia se pronunció en contra de un proyecto de ley que preveía la legalización de la eutanasia en Rusia.

## Protestantismo
Las denominaciones protestantes varían ampliamente en su enfoque sobre la eutanasia y la muerte asistida por un médico. Desde la década de 1970, las Iglesias evangélicas han trabajados con la Iglesia católica en un enfoque sobre la santidad de la vida, aunque algunos evangélicos pueden estar adoptando una posición con menos excepciones. Mientras que las denominaciones protestantes liberales han evitado, ampliamente, la eutanasia, muchos defensores individuales como Joseph Fletcher y activistas de la Sociedad Estadounidense pro Eutanasia han sido clérigos y laicos protestantes. Como la muerte asistida por un médico ha obtenido mayor apoyo legal, algunas denominaciones protestantes liberales han ofrecido argumentos religiosos y apoyo a ciertas formas de eutanasia. Sin embargo sus protestas son más débiles que las católicas.
Muchas Iglesias protestantes de los Estados Unidos de América toman una postura en contra de la eutanasia. Entre ellas, la Iglesia Episcopal aprobó una resolución en 1991 oponiéndose a la eutanasia y al suicidio asistido, afirmando que es «moralmente incorrecto e inaceptable tomar una vida humana para aliviar el sufrimiento causado por enfermedades incurables.
Otras Iglesias protestantes que se oponen a la eutanasia incluyen a:
- Asambleas de Dios[21]
- Convención Bautista del Sur[22]
- Ejército de Salvación[23]
- Iglesia Adventista del Séptimo Día[21]
- Iglesia del Nazareno[24]
- Iglesia evangélica luterana en Estados Unidos[25]
- Iglesia metodista unida[26]
- Iglesia luterana Sínodo de Misuri[27]
- Iglesia Presbiteriana en Estados Unidos de América[28]
- Iglesia reformada en Estados Unidos de América[29]
- La Iglesia de Jesucristo de los Santos de los Últimos Días[30]

La Iglesia de Inglaterra acepta la eutanasia pasiva bajo ciertas circunstancias, pero está en contra de la eutanasia activa y ha liderado la oposición contra los intentos recientes de legalizarla. La Iglesia Unida de Canadá acepta la eutanasia pasiva en determinadas circunstancias, pero en general está en contra de la eutanasia activa, con creciente aceptación ahora que esta última ha sido parcialmente legalizada en Canadá.

## Hinduismo
Hay dos puntos de vista hindúes sobre la eutanasia. Al ayudar a poner fin a una vida dolorosa,una persona realiza una buena acción y cumple con sus obligaciones morales. Por otro lado, al ayudar a poner fin a una vida, incluso si está llena de sufrimiento, una persona está perturbando el momento del ciclo de muerte y renacimiento. Esto es algo malo de hacer y aquellos involucrados en la eutanasia tomarán el karma restante del paciente. Por lo tanto, según el médico Agarwal del hospital Sir Ganga Ram en Nueva Delhi, «los enfermos y sus familias aceptan la enfermedad, incluso si es incurable, porque incita a comprender que la muerte es inevitable y que no es un desastre».
Está claramente establecido en los Vedas que el hombre solo tiene dos amigos dignos de confianza en la vida, el primero se llama vidya (conocimiento) y el segundo se llama mrityu (muerte). Lo primero es algo que es beneficioso y un requisito en la vida, el último es algo inevitable a veces incluso inesperado. No es la eutanasia lo que es el acto de pecar, sino el apego a lo mundano que causa que la eutanasia sea vista como un acto de pecado. Incluso un sanniasin o sanniasin (renunciante), si lo desean, pueden terminar su vida con la esperanza de alcanzar la moksha, es decir la liberación espiritual.
No obstante, la India permite la eutanasia pasiva, como lo sugirió el Tribunal Supremo de la India después del caso de Aruna Shanbaug: «la eutanasia activa es ilegal, la eutanasia pasiva está permitida; pero esta última debe ser llevada a cabo bajo la supervisión de la Alta Corte». La eutanasia activa está prohibida porque viola las reglas del karma: matar, de cualquier forma que sea, causa un mal karma para el asesino.

## Islam
Los musulmanes están en contra de la eutanasia. Ellos creen que la vida de todos los humanos es sagrada porque es dada por Dios, que solo él elige cuánto tiempo vive cada persona. Los seres humanos no deberían interferir en esto. Está prohibido que un musulmán planee o llegue a saber, por adelantado y por voluntad propia, el momento de su muerte.

## Jainismo
El jainismo se fundamenta en el principio ahimsa (no violencia) por lo cual es bien conocido. El jainismo recomienda la muerte voluntaria o salekana para ascetas y sravaka (cabezas de familia) al final de su vida. La palabra salekana está compuesta por dos palabras: sal, que significa ‘correctamente’; y lekana, que significa ‘adelgazar’. El adelgazamiento de las pasiones y el cuerpo es el salekana. A una persona se le permite ayunar hasta la muerte o tomar el voto de salekana solo cuando se cumplen ciertos requisitos. No es considerado suicidio ya que la persona que lo observa debe estar en un estado de plena conciencia. Al observar el salekana, no se debe tener el deseo de vivir o de morir. El practicante no debe recordar los placeres que disfruta o anhelar el disfrute de los placeres futuros. El proceso aún es controvertido en partes de la India. Las estimaciones de muerte por este método van de 100 a 240 por año. Se invita al ostracismo social con motivo del ritual del salekana.

### Libros

#### Teología
- Marwaha, Sonali Bhatt (2006). Colors of truth — Religion, self and emotions — Perspectives of hinduism, buddism, jainism, zoroastrianism, islam, sikhism and contemporary psychology [Colores de la verdad — Religión, yo y emociones — Perspectivas del hinduismo, el budismo, el jainismo, el zoroastrismo, el islam, el sijismo y la psicología contemporánea] (en inglés). Nueva Delhi, India: Concept Publishing Company. ISBN 818069268X. OCLC 74551772.

- Larchet, Jean-Claude (2010). Une fin paisible sans douleur sans honte... Un éclairage orthodoxe sur les questions éthiques liées à la fin de la vie [Un final pacífico sin dolor, sin vergüenza ... Una visión ortodoxa sobre los problemas éticos relacionados con el final de la vida]. Théologies (en francés). París, Francia: Editions du Cerf. ISBN 9782204091275. OCLC 799531964.

- Jain, Vikalp K. (2011). Āchārya Umāsvami's Tattvārthsūtra : with Hindi and English translation = Śrīmadācārya Umāsvāmī-viracita Tattvārthasūtra [Āchārya Umāsvami's Tattvārthsūtra : con traducción al hindi e inglés = Śrīmadācārya Umāsvāmī-viracita Tattvārthasūtra] (en sánscrito e inglés). Dehradun, Uttarakhand, India: Vikalp Printers. ISBN 9788190363921. OCLC 741926748.

- Docker, Chris (2013). «Fasting to death» [Ayunar hasta la muerte]. Five last acts — The exit path: the arts and science of rational suicide in the face of unbearable, unrelievable suffering [Cinco últimos actos — El camino de salida: las artes y la ciencia del suicidio racional ante el sufrimiento insoportable e inalterable] (en inglés). Lugar de publicación desconocido: Createspace Independent Pub. ISBN 9781482594096. OCLC 960208853.

- Kakar, Sudhir (2014). Death and dying [Muerte y morir]. Boundaries of consciousness (en inglés). Gurgaon, Gurgaon, India: Penguin Books. ISBN 9780670084647. OCLC 890802537.

### Publicaciones

#### Enfermería
- Gielen, Joris; van den Branden, Stef; Broeckaert, Bert (2009). «Religion and nurses' attitudes to euthanasia and physician assisted suicide» [Religión y actitudes de las enfermeras frente a la eutanasia y el suicidio asistipo por un médico] (pdf). Nursing Ethics (en inglés) (SAGE Journals). Vol. 16 (No. 3). PMID 19372125. doi:10.1177/0969733009102692. Archivado desde el original el 10 de agosto de 2017. Consultado el 29 de marzo de 2018.

#### Médicas
- Caddell, David P.; Newton, Rae R. (1995). «Euthanasia: American attitudes toward the physician's role» [Eutanasia: actitudes estadounidenses hacia la función del médico]. Social Science and Medicine (en inglés) (Elsivier). Vol. 40 (No. 12): 1671-1681. PMID 7660180. doi:10.1016/0277-9536(94)00287-4.

- Baume, Peter; O’Mailley, Emma; Bauman, Adrian (1995). «Professed religious affiliation and the practice of euthanasia» [La afiliación religiosa profesada y la práctica de la eutanasia] (pdf). Journal of medical ethics (en inglés) (BMJ). Vol. 21 (No. 1): 49-54. PMC 1376534. PMID 7776349. Consultado el 28 de marzo de 2018.

#### Sociología
- Moulton, Benjamin E.; Hill, Terrence D.; Burdette, Amy (2006). «Religion and trends in euthanasia attitudes among U.S. adults, 1977-2004» [Religión y tendencias en actitudes frente a la eutanasia entre adultos estadounidenses, 1977-2004]. Sociological Forum (en inglés) (Springer). Vol. 21 (No. 2): 249-272. JSTOR 4540938. doi:10.1007/s11206-006-9015-5.

- Datos: Q1025471